# Severn
De Severn (Welsh: Afon Hafren, Latijn: Sabrina) is met 354 km de langste Britse rivier. Hij ontspringt op een hoogte van 610 meter op de Plynlimon nabij Llanidloes, in de Cambrische Bergen, Midden-Wales, en loopt door een aantal Engelse county's, onder andere langs de steden Worcester, Gloucester en Shrewsbury. De Severn eindigt in een estuarium, het Kanaal van Bristol, dat ten slotte uitmondt in de Ierse Zee, een uitloper van de Atlantische Oceaan.
Een deel ter lengte van tien kilometer van de Severnvallei in Shropshire, bekend als de Ironbridge Gorge, is in 1986 door de UNESCO aangewezen als Werelderfgoed. Zijn historische belang is een gevolg van zijn rol als het centrum van de ijzerindustrie in het begin van de Britse Industriële revolutie. De naam Iron Bridge komt van de brug over de Severn, gebouwd in 1779, de eerste gietijzeren brug ooit.
Tot in de negentiende eeuw was de Severn een belangrijke verkeersader. Transport van zware of breekbare goederen, zoals de in deze streek belangrijke producten en grondstoffen gietijzer, aardewerk, kalksteen, ijzererts en steenkool gebeurde tot de opkomst van de spoorwegen grotendeels over water. In de zeventiende eeuw begon het belang van de rivier voor goederenvervoer te verminderen door de aanleg van kanalen.
Een opvallend verschijnsel in de benedenloop van de Severn is de vloedbranding (Engels: tidal bore). Het estuarium, deel van het Kanaal van Bristol, heeft het op een na grootste getijdenverschil ter wereld – ongeveer 15 meter (alleen in de Fundybaai in Canada is het groter) – en bij sommige getijden vormt zich een golf die zich snel tegen de stroom in verplaatst. Er zijn surfers die op deze golf proberen te surfen, ook al raadt de havenautoriteit van Gloucester, die dit deel van de rivier beheert, dit uitdrukkelijk af. Deze Severn Bore is een voorbeeld in de natuur van een zichzelf versterkende solitaire golf, oftewel een soliton.

## Stroomgebied
De Severn stroomt door de volgende dorpen en steden:
- Newtown
- Welshpool
- Shrewsbury
- Ironbridge
- Bridgnorth
- Bewdley
- Stourport
- Worcester
- Upton
- Tewkesbury
- Gloucester
- Newnham

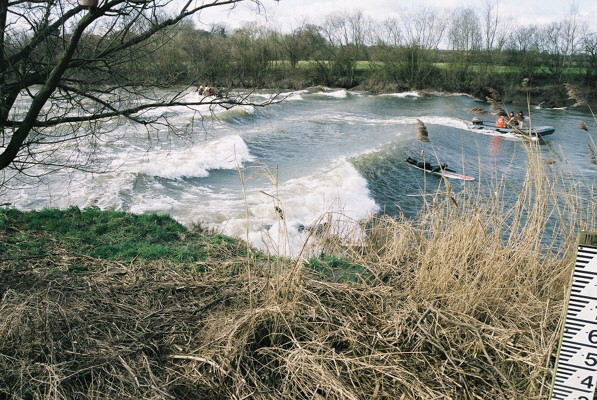
Vloedbrandingsurfen bij de Overbridge
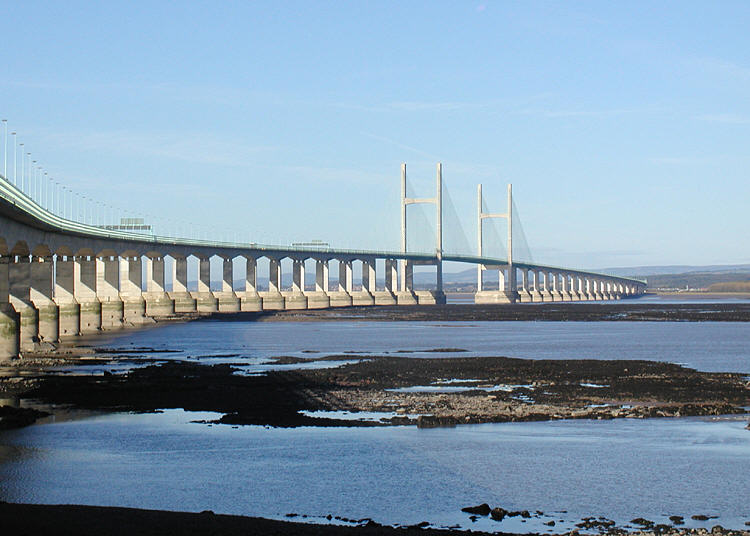
De New Severnbridge

- Bibliothèque nationale de France: cb15500761v (data)
- Gemeinsame Normdatei: 4122022-5
- Library of Congress Control Number: sh85120449
- Nationale Bibliotheek van Israël: 987007534064305171
- Virtual International Authority File: 245691450
- WorldCat: E39PBJfxcvVYprpfgpT33C4g8C